# Joshua Fit the Battle of Jericho

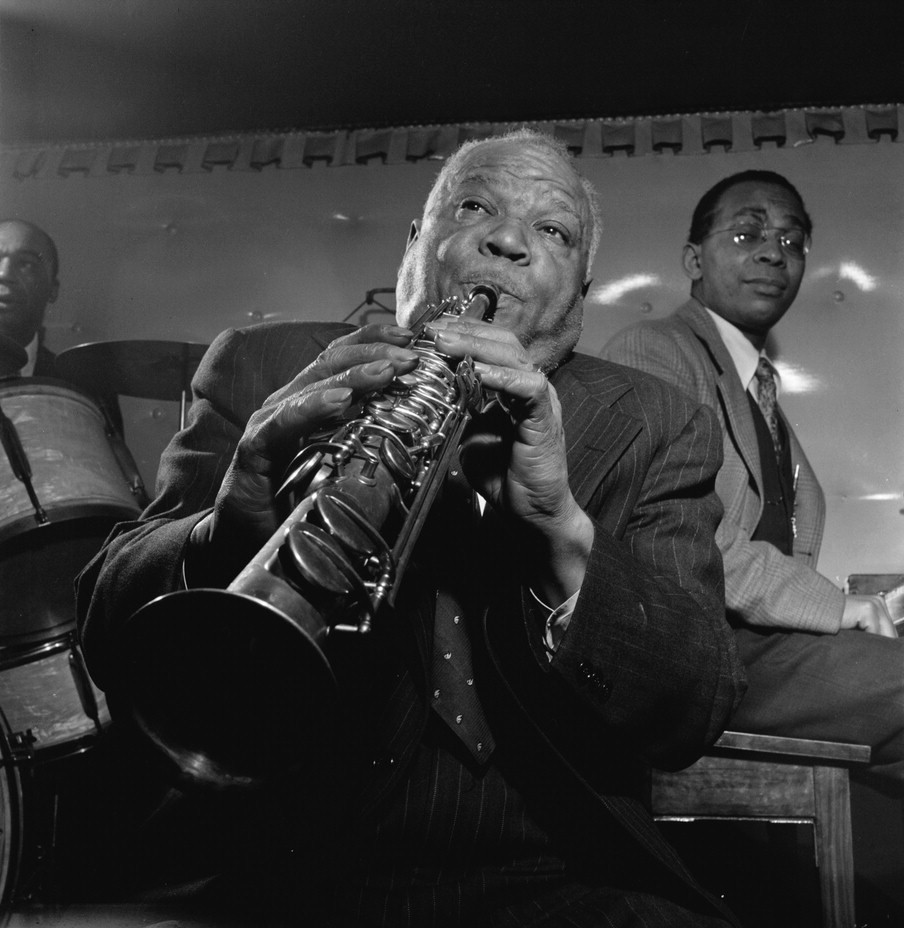
Sidney Bechet en Nueva York, en 1947

"Joshua Fit the Battle of Jericho" (alternativamente "Joshua Fought the Battle of Jericho", en español: Josué peleó la batalla de Jericó) es un espiritual tradicional de la cultura popular afroamericana muy conocido en el mundo de la música. 
Se cree que la canción fue compuesta por esclavos durante la primera mitad del siglo XIX. Algunas referencias sugieren que fue registrada por Jay Roberts in 1865. La primera grabación la realizaron los Harrod's Jubilee Singers, en los estudios Paramount Records #12116, durante 1922. Grabaciones posteriores incluyen las de Paul Robeson (1925), Mahalia Jackson (1958), Elvis Presley (1960), Cassandra Wilson (1995) y Hugh Laurie (2011).

## Grabación de Elvis Presley

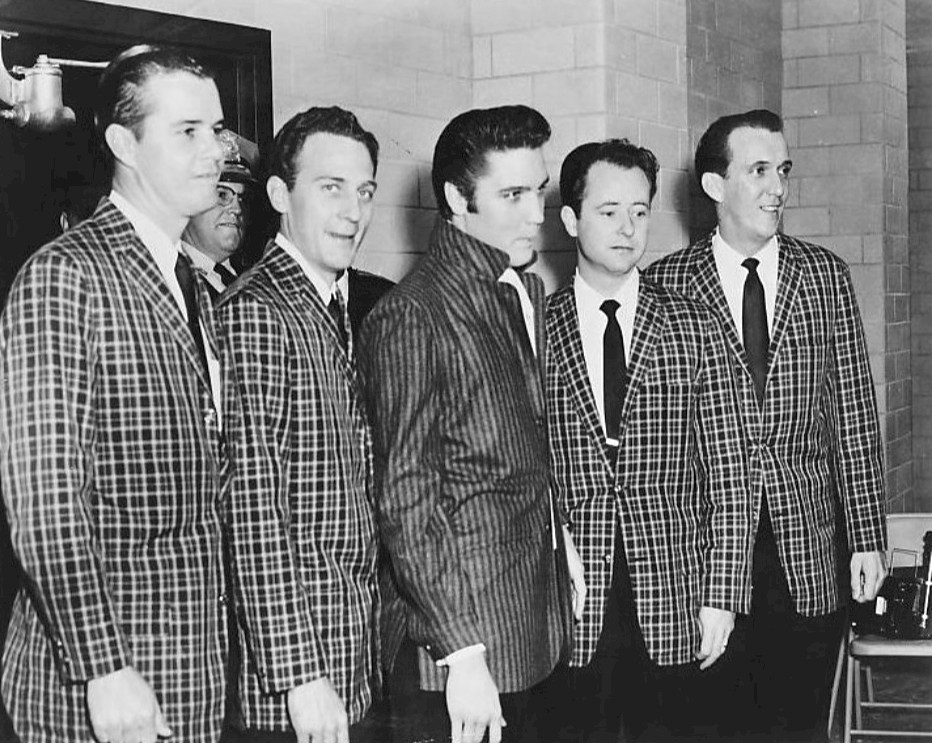
Elvis Presley y el grupo coral The Jordanaires

Elvis arregló y adaptó la canción para grabarla el 30 de octubre de 1960 en el mítico estudio B de la RCA en Nashville Tennessee. Este tema estaba destinado a ser parte del repertorio de su álbum His Hand in Mine el cual fue lanzado al mercado en 1961. 
Años después en 1965 la compañía RCA editó un sencillo con "Joshue Fit the Battle" como cara A con "Know Only to Him", este último también extraído del mismo álbum. En 1994 la canción volvió a incluirse en otro álbum con temas espirituales llamado "Amazing Grace". 

### Músicos de la sesión
- Elvis Presley - voz y guitarra acústica

- Hank Garland - guitarra eléctrica
- Scotty Moore - guitarra eléctrica

- Bob Moore - bajo

- Floyd Cramer - piano

- D. J. Fontana - batería
- Buddy Harman - batería

- Millie Kirkham - coros
- Charlie Hodge - coros

- The Jordanaires - coros [5]

## Otras versiones
Ralph Flanagan la adaptó bajo el título  "Joshua", grabándola con su orquesta en la ciudad de Nueva York el 1 de marzo de 1950. RCA Victor la publicó con el número de catálogo 20-3724 en los Estados Unidos y EMI también en su serie His Master's Voice  con los números de catálogo B 9938 y IP 604.  
Algunas grabaciones tempranas incluyen algunas partes en dialecto, tal como "fit" en vez de "fought". La letra hace alusión a la historia bíblica de la batalla de Jericó en la cual Josué guio a los israelitas contra Canaan (Josué 6:15-21). Sin embargo, como en muchos otros espirituales, está presente un juego de palabras haciendo referencia a un escape de la esclavitud; en el caso de esta canción And the walls came tumblin' down ("Y los muros se derrumbaron").
La melodía y ritmo proveen energía e inspiración. El crítico Robert Cummings escribe: "La melodía viva y energética no suena como las otras piezas de la época anterior a la Guerra Civil, y no descuadraría en un musical de ragtime o incluso jazz en el siglo XX. La parte final de la pieza, con las palabras arriba mencionadas, es la sección más memorable: las notas penetran de forma enfática e imparten un sentimiento grandioso de colapso, de triunfo"